# Парквуд (Калифорнија)
Парквуд (енгл. Parkwood) насељено је место без административног статуса у америчкој савезној држави Калифорнија.

## Демографија
По попису из 2010. године број становника је 2.268, што је 149 (7,0%) становника више него 2000. године.
| Група             | 2000.         | 2010.         |
| Белци             | 530 (25,0%)   | 333 (14,7%)   |
| Афроамериканци    | 113 (5,3%)    | 123 (5,4%)    |
| Азијати           | 16 (0,8%)     | 22 (1,0%)     |
| Хиспаноамериканци | 1.382 (65,2%) | 1.784 (78,7%) |
| Укупно            | 2.119         | 2.268         |